# Folklore guyanais
 (janvier 2024).
 (janvier 2024).
Si vous disposez d'ouvrages ou d'articles de référence ou si vous connaissez des sites web de qualité traitant du thème abordé ici, merci de compléter l'article en donnant les références utiles à sa vérifiabilité et en les liant à la section « Notes et références ».
Le folklore guyanais rassemble toutes les croyances populaires, les mythes, les contes et les légendes créoles, amérindiennes et bushinengues de Guyane.

## Contes

### Anansi l'araignée et Manman des Bois
Anansi l'Araignée des Bois va voir Manman Danbwa dans la forêt, et la défie de lutter à la corde contre lui, prétendant être bien plus fort. Manman Danbwa s'étonne : "Quoi, tu penses vraiment pouvoir me vaincre, forte comme je suis ?". Anansi surenchérit, et se vante de pouvoir la tirer jusqu'au village, mètre par mètre, afin que tout le monde découvre son visage. Vexée, Manman des Bois accepte de relever le défi.
Mais Anansi s'en va à la rivière trouver Manman Dilo, et la défie à son tour de lutter à la corde contre lui. Manman Dilo se vexe : "Quoi, tu penses vraiment pouvoir me vaincre, forte comme je suis ?". Et elle accepte le défi.
L'épreuve de la corde raide est fixée au dimanche midi. Le dimanche matin, Anansi place une barrière tout autour de la rivière. La barrière va jusqu'à la rivière chez Manman Dilo et aussi jusque dans la forêt chez Manman Danbwa. Il coupe une corde longue et solide, et donne un premier bout à l'une, et le deuxième à l'autre.
Le dimanche à midi, chacune des deux Manman tire de toutes ses forces sur la corde pendant qu'Anansi part se cacher. Chacune croit que c'est l'araignée qui se trouve à l'autre bout. Les deux Manman luttent un bon moment, puis d'un seul coup, Manman Dilo est trainée au beau milieu du village. Furieuse, elle tire à son tour si fort que cette fois, c'est Manman Danbwa qui est entrainée à la vue de tous. Tous les habitants découvrent alors tour à tour le visage des deux Manmans. Et c'est alors que Anansi sort triomphant, en chantant et en dansant.
Les deux Manmans honteuses, courent se cacher, l'une au fond des bois, l'autre au fond des rivières, afin que plus aucun homme ne voit jamais leurs visages.

### Anansi l'araignée joue et perd
Un jour, Anansi l'Araignée, affamé, se rend dans les bois, et s'arrête devant un "pripri" (un marais) rempli de poissons. Devant ces eaux poissonneuses, il décide de se mettre à pêcher. Puis il arrive près d'un trou qu'il imagine également rempli de poissons. Il y fourre la patte sans hésiter, et sent qu'on la lui l'attrape. Inquiet, il demande qui est là, et une voix lui répond : "Je suis Voltijô, le Voltigeur". Anansi le met alors au défi de le faire voltiger. Aussitôt dit, aussitôt fait ! Anansi est lancé jusqu'au sommet d'un arbre, et après un vol plané, retombe par terre. Il vérifie qu'il n'a rien de cassé, grommelle, mais cela lui donne une idée...
Arrivé à la maison, il annonce à sa femme Wénon qu'il vient de trouver un moyen de tuer beaucoup d'animaux, et qu'ils obtiendront bientôt de la nourriture à foison. Il découpe des pieux bien pointus qu'il enfonce exactement à l'endroit où il vient de tomber. Puis il s'en va trouver Abouti, et lui promet de nombreux poissons à manger. Il l'entraine alors jusqu'au pripri où tous les deux commencent à pêcher. C'est alors qu'Anansi demande à Abouti de mettre sa patte dans le trou - arguant qu'il y a là beaucoup d'acoupas. Abouti obéit, et sent que quelque chose le saisit. Il demande conseil à Anansi sur ce qu'il lui faut faire pour se sortir de là, ce à quoi ce dernier lui répond "Dis-lui de te faire voltiger". Abouti s'exécute, et la chose l'envoie faire un superbe vol plané dans les airs. Abouti retombe sur les pieux pointus installés par Anansi, qui le transpercent de part en part. Anansi part alors tranquillement l'achever et lui découpe le fois, qu'il mange avec sa femme. Grâce à cette méthode, Anansi tue et mange beaucoup d'animaux.
Ce manège intrigue cependant Kayakou le Chevreuil, qui comprend le stratagème. Un jour, Anansi lui propose à lui aussi des poissons, et l'entraine jusqu'au pripri pour une pêche annoncée miraculeuse. Comme à son habitude, Anansi demande au Chevreuil de mettre sa patte dans le trou pou y trouver de gros acoupas. Kayakou fait semblant de tâter le fond de la mare, mais prétend ne pas bien voir où se situe le trou. Anansi s'énerve, et prend la patte du Chevreuil pour le guider. Finalement, c'est lui qui devient prisonnier de Voltijô. Anansi blêmit, et demande à Kayakou de se rendre dans la forêt pour retirer les pieux pointus dont il prétend se servir pour la chasse. Le chevreuil fait mine d'obtempérer, mais n'enlève rien du tout. Il revient pourtant vers Anansi en prétendant s'être exécuté. Soulagé, Anansi demande à Voltijô de le faire voltiger. Il part en superbe vol plané, et retombe transpercé par ses propres pieux.
Kayouka part l'achever, découpe son foie et l'apporte à Wénon en prétextant que son mari et lui viennent de tuer un maïpouri. Il explique qu'Anansi est resté dans les bois pour le faire "boucaner" (fumer), et qu'il lui a donné le foie afin que Wénon le fasse bouillir. Wénon cuisine le foie avec un accompagnement de riz, et en attendant le retour d'Anansi, Kayakou et elle se mettent à manger le met. A la fin du repas, Kayakou s'exclame : "Tous les foies sont bons, mais c'est bien celui d'Anansi qui est le meilleur". Wénon comprend alors la supercherie, mais avant qu'elle ait pu attraper un pilon pour se venger, Kayakou est déjà loin.

### Comment est née la mangrove?
Voyant que les poissons disparaissaient, Maman Poisson décide de pondre des œufs afin de repeupler les eaux de Guyane. Elle construit un nid douillet au fond de la rivière, et y pond des millions d'œufs. Mais voilà qu'Atipa arrive en trombe, renverse le nid et disperse tous les œufs au fond de la rivière. Maman Poisson essaie bien-sûr de sauver sa progéniture, mais la majorité est perdue.
Très en colère, elle demande à Atipa pourquoi il a fait cela. Ce dernier répond que ce n'est pas de sa faute : il était en train de prendre un bain de boue au fond de l'eau quand Poisson Coco est arrivé et lui a fait peur. Maman Poisson s'en va alors trouvé Poisson Coco, et lui demande pourquoi il a fait peur à Atipa qui a renversé son nid et dispersé tous ses œufs. Poisson Coco répond que ce n'est pas de sa faute : Poisson Torche est arrivé droit sur lui et lui a fait peur. C'est pourquoi il a filé à toute allure et a fait peur à Atipa. Maman Poisson s'en va alors trouver Poisson Torche, et lui demande à nouveau des comptes. Poisson Torche répond que ce n'est pas de sa faute : sa nature est d'être un prédateur et de manger les autres poissons. Il a donc foncé sur Poisson Coco qui a eu peur et s'est enfui.
Maman Poisson est bien embêtée, car elle ne peut pas demander à Poisson Torche de changer sa nature. Elle s'en va demander l'avis de Manman Dilo. Cette dernière l'écoute avec attention, et lui répond que tant que les poissons pondront leurs œufs au fond de la rivière, ce genre de souci arrivera. Pour éviter cela, elle propose de trouver un endroit protégé où les poissons puissent pondre leurs œufs en sécurité.
Manman Dilo appelle alors Massala Mèt-Bwa, un géant d'écorce à la barbe fleurie, et lui demande s'il serait d'accord pour que les poissons viennent désormais poindre leurs œufs dans son domaine. Massala Mèt-Bwa ne cache pas sa stupéfaction, car ses arbres ne poussent pas sous l'eau, mais dans la forêt ! Alors Manman Dilo fait monter très légèrement le niveau des eaux, de sorte que les arbres situés sur le bord des rivières et de la mer puissent avoir les pieds dans l'eau. Les arbres se réjouissent de ce rafraichissement, ce qui convient dès lors à Massala Mèt-Bwa.
C'est ainsi que, peu à peu, les poissons se sont mis à venir pondre au creux des racines des arbres, et que cet endroit-là s'appelle désormais la mangrove. Et pour les poissons qui continuent à pondre leurs œufs au fond des rivières et des mers, personne ne peut dire qu'ils n'auront pas été prévenus !

### Comment sont nés les nénuphars?
Il y a très longtemps, les Hommes vivaient en harmonie avec la nature. Durant la nuit, ils aimaient observer les étoiles car ils les savaient habitées par ceux partis trop tôt. Un soir, une étoile brille plus que toutes les autres. Les Sages du village s'inquiètent : ils envoient cinq jeunes hommes pour l'observer. Quand ceux-ci reviennent, ils déclarent que l'étoile ressemble à une fleur. Les Sages craignent qu'il ne s'agisse d'un mauvais présage...
Une nuit, un jeune homme fait un rêve où il voit une belle jeune femme lui dire qu'elle a quitté les autres étoiles du Ciel et veut venir vivre avec les Hommes. Elle lui demande de lui trouver une demeure terrestre. Lorsque le jeune homme se réveille, il aperçoit l'étoile mystérieuse plus brillante que jamais. Il décide de consulter les hommes du village, qui le chargent d'aller chercher cette étoile - puisque c'est à lui qu'elle s'est adressée.
La nuit suivante, il s'en va donc cueillir la fleur en haut de la montagne, et l'emporte dans son village. Sur le chemin, il lui demande où elle voudrait s'installer. L'étoile choisit d'abord de devenir une rose blanche des montagnes, mais loin des hommes, elle s'ennuie rapidement. Elle émet alors le souhait de devenir une fleur des plaines, avant de se rendre compte qu'elle risque d'être piétinée par le sabot des buffles. Elle se ravise, et demande à être déposée sur les falaises du bord de la mer, cependant elle regrette aussitôt que les enfants ne puissent venir joueur avec elle à cet endroit. Elle choisit finalement de vivre à la surface des étangs, où l'eau est calme et rafraîchissante.
C'est ainsi que sont apparus les nénuphars. D'ailleurs, la fleur de nénuphar ne s'ouvre-t-elle pas que le soir venu, comme une étoile ?

### La revanche de Tortue
Tortue veut se venger d'une mauvaise farce que Biche lui a faite un jour. Il lui propose une course dont il prétend sortir facilement gagnant. Biche se met à rire, et décide de relever le défi. Le lendemain midi, les deux compères se retrouvent au pied d'un grand fromager, et Tortue annonce que l'arrivée se fera en haut de la Montagne des Singes.
A ces mots, Biche démarre à toute allure. Mais au moment où elle pense avoir distancé Tortue, ce dernier réapparaît quelques mètres devant et la nargue. Biche, étonnée, accélère de nouveau...avant d'apercevoir encore une fois Tortue au loin devant elle ! Agacée, Biche dépasse encore une fois Tortue puis se met à gravir la Montagne à grandes enjambées. Quand elle atteint le sommet, elle y découvre Tortue en train de l'attendre. Biche, essoufflée, ne comprend vraiment pas comment cela est possible. Alors, Tortue plante Biche là, la laissant s'interroger sur sa défaite. Car si Biche court vite, Tortue est rusée : il a demandé à ses frères et cousins de tromper Biche sur le chemin de la course, tandis qu'il l'attendait tranquillement à l'arrivée !

### Le jaguar et la tortue
Un jour, Compère Tig le jaguar et Compère Toti la tortue décident d'aller pêcher ensemble. Toti emporte une canne à pêche tandis que Tig prend un filet épervier. Le jaguar est certain d'attraper beaucoup de poissons avec ce dernier, et il s'en vante par avance !. Les deux compères arrivent près d'un marécage et commencent à pêcher. La pêche s'avère fructueuse pour Toti, tandis que Tig n'attrape que des algues, des plantes aquatiques et même une vieille chaussure ! De rage, Tig arrache alors violemment son butin à la tortue, et repart chez lui tranquillement, salivant par avance de ce bon repas.
Indigné, Toti prépare une ruse : il coupe à travers bois en direction du chemin où Tig doit passer, et se couche par terre sur le dos, faisant le mort. En apercevant la tortue couchée à terre, Tig se dit "Tiens, une tortue morte ! C'est dommage, justement le jour où j'ai déjà du poisson à manger". Ne pensant pas au lendemain, il continue son chemin. Pendant ce temps, la tortue se relève, prend un autre raccourci, et se couche à nouveau sur le chemin où Tig doit passer. Le jaguar se fait la même réflexion : "Encore une tortue morte ! Justement le jour où je n'ai pas besoin de viande !". Et il continue son chemin. La tortue réitère alors son manège. Cette fois, Tig ne peut plus laisser passer l'occasion. Il décide de ramasser les trois tortues pour les manger plus tard. Pour ne pas se fatiguer, il dépose sa pêche près de la troisième tortue morte, et retourne sur ses pas pour ramasser les gibiers dédaignés auparavant. Toti se relève alors, ramasse les poissons, et s'enfuit rapidement. Quand Tig revient bredouille, il trouve dans son panier des algues, des plantes aquatiques et même une vieille chaussure ! Il jure de se venger de Toti, mais ce dernier est déjà loin, en train de déguster une bonne friture de poissons. "Rien ne sert d'être fort quand on tombe sur plus malin que soit".

### Mademoiselle Prétentieuse
Mademoiselle Prétentieuse est un conte guyanais issu du groupe culturel des Ndyuka, l'une des quatre ethnies établies de longue date sur le territoire Guyanais.
Sa Meke Sani ou Mademoiselle prétentieuse, est une très belle jeune fille, en âge de se marier, mais qui “se croit la plus belle” et refuse tous les prétendants qui se présentent à elle. Elle dit vouloir un bel homme. Un jour, un beau jeune homme Moyn boy arrive au village : elle accepte de partir vivre avec lui. Sur les conseils de sa mère, elle dort une nuit dans son village avec le jeunes homme. Le lendemain, des poules ont disparu. La mère de Sa Meke Sani la met en garde contre le bel inconnu, mais celle-ci décide de tout de même partir avec lui. Avant son départ sa mère, soucieuse, lui remet une aiguille qu’elle lui demande de toujours garder avec elle, l’”aiguille de feu”. Sa Meke Sani quitte le village avec le jeune homme. Alors qu’ils sont en chemin, à la nuit tombée, il s’arrêtent pour dormir. Pendant son sommeil, elle se sent étranglée par Moyn Boy, qui s’est transformé en monstre. Elle suit alors les recommandations de sa mère et pique le monstre, qui prend feu, se consume et devient cendre. La jeune femme s'enfuit et retourne dans son village, changée. Depuis cette déconvenue,” “elle obéit à sa mère, ne fait plus de cinéma et ne croit plus être la plus belle au monde. À présent on l’appelle à nouveau de son vrai prénom : Fionisa.”.
Ce conte a été recueilli par l’association Deci Delà, dans le cadre du projet conte-moi la francophonie, auprès de Miefi Moese, un conteur guyanais, appartenant au groupe culturel Ndyuka. Publié en ligne, il est accompagné d’une illustration signée Frédérique Warrin.

### Pourquoi la carapace de la tortue n'est-elle plus lisse du tout?
À l'origine, les tortues de terre en Guyane disposaient d'une carapace très lisse. Titotu était l'une de ces petites tortues. Un jour qu'elle s'en va vers un grand arbre à poix pour déguster ses fruits, elle découvre dans l'arbre deux singes : Ti Macaque et Gros Macaque. Tous les deux s'empiffrent de poix sucrés. Titotu leur demande si elle peut en manger aussi : Ti Macaque et Gros Macaque lui répondent qu'elle n'a qu'à grimper à l'arbre pour en cueillir, et l'incitent à les rejoindre en lui lançant quelques fruits sur la tête. Avec l'aide des deux macaques, Titotu parvient à monter dans l'arbre. Elle se met alors à s'empiffrer de poix sucrés, et à en cueillir généreusement pour toute sa famille. Si bien qu'elle n'entend ni ne voit les singes la prévenir de l'arrivée d'un grand aigle aux griffes acérés. Le redoutable oiseau s'empara de Titotu par sa carapace lisse et s'envole dans son nid pour la manger. Titotu, effrayée, se débat si fort que le grand aigle finit par la lâcher. Elle tombe alors dans le vide et atterrit sur le dos contre un rocher pointu. Titotu pleure de tout son coeur car sa carapace est fêlée. C'est depuis ce jour-là que les carapaces des tortues ne sont plus lisses du tout.

## Personnages légendaires

### D'Chimbo(esclave fugitif africain)
D'Chimbo est un immigré africain originaire du Gabon, issu de la tribu des Rongou. Il naît vers 1828, et arrive le 26 septembre 1858 en Guyane. Son arrivée sur le territoire fait suite à un appel à la main d'œuvre étrangère pour relancer l'économie à la suite de l'abolition de l'esclavage. Il est alors engagé par la compagnie aurifère et agricole de l'Approuague. Il se fait rapidement remarquer par ses nombreux vols, son attitude de vagabond et sa violence. Il est arrêté et condamné à 3 mois de prison et 5 ans de surveillance de la Haute police à la geôle de Cayenne. Il s'en évade le 28 janvier 1860 et se réfugie dans la forêt de l'Ile de Cayenne. Fugitif durant 17 mois, il commence à commettre plusieurs crimes et délits tel que des vols, des assassinats, des agressions physiques et sexuelles sur la population guyanaise. On le décrit comme un homme petit, trapu, très musclé et avec des dents en forme de pointe. Il est nu jusqu'à la ceinture et porte régulièrement un sabre d'abattis. Certains affirment qu'il a des tatouages sur la poitrine ainsi que de nombreuses cicatrices dues à des balles et des épines de la forêt. Son portrait est réalisé par H. de Saint-Quentin en 1861, il est à présent exposé au Musée départemental Alexandre-Franconie.
On assimile rapidement D'Chimbo à des animaux tel qu'un taureau, un "djina" (un gorille colossal) ou "une sorte de bête de Gévaudan". Il est perçu comme un monstre vagabond. On ne connait pas vraiment l'origine de son nom ; toutefois, il peut aussi être appelé "T'Chimbo", "N'Chimbo" ou "Dchimbo". Son nom le plus courant est "D'Chimbo".
En vue de ses divers crimes commis sur l'Ile de Cayenne, la légende de D'Chimbo naît et terrorise la population guyanaise. On affirme même que celui-ci est doté de pouvoirs surnaturels et peut se métamorphosant afin d'échapper aux autorités. Mai le 6 juin 1861, il est capturé par deux travailleurs, Tranquille et Anguilaye, de l'habitation La Folie.
Il comparaît devant la cour d'assises le 19 aout 1861 et est condamné à la peine de mort le 22 août 1861. Il sera exécuté le 14 janvier 1862 sur la place du Marché de Cayenne. La guillotine utilisée à son sujet se trouve actuellement conservée au Musée départemental Alexandre-Franconie avec les archives du procès. Afin de servir d'exemple, la tête de D'Chimbo est exposée à l'Hôpital Jean Martial. En 1955, deux journalistes américains la prennent en photo et la publient en couverture de magazine. Le Ministre de la Justice, mécontent, demande alors au parquet de Cayenne de faire inhumer la tête. La tombe de D'Chimbo se trouverait actuellement au cimetière de Cayenne où sa tête a été ajoutée 93 ans plus tard.
D'Chimbo est devenue par la suite un personnage quasi-mythique. Même s'il a véritablement existé, il devient un personnage légendaire et littéraire du patrimoine culturel guyanais. On l'illustre comme un criminel, parfois un héros, révolté et révoltant : c'est un personnage ambigu. Il suscite encore de nombreuses histoires, des légendes, des contes, des mascarades de carnaval, des chansons qui racontent son histoire. Des récits modernisés et remis au goût du jour sont aussi proposés tel que l'histoire de "Marie et D'Chimbo". Néanmoins, le personnage est toujours représenté comme un criminel et un bandit.

### LesOyaricoulets(tribu amérindienne inconnue)
La crique Oyaricoulet renvoie au mythe ou à l’Histoire d’une communauté cannibale amérindienne du 19e siècle située entre le Brésil et la Guyane française.
Dans les archives, on ne trouve aucune allusion à leur existence avant 1840 et le conflit les opposant aux Boni. Ils auraient vécu sur la crique Loué, à l'ouest de la Litani.
Selon Henri Froidevaux dans son article Une faute d’impression des “Lettres édifiantes” paru en 1898, les Oyaricoulet ou Oyaculets seraient les descendants de la tribu des Amicouanes connus sous le nom “d’indiens à longues oreilles”.
Henri Coudreau les mentionne dans son œuvre Chez nos Indiens : quatre années dans la Guyane française (1887-1891) où il note leur présence près du canal des Hollandais :« Quand il était plus étroit, on y trouvait fréquemment embusqués, des canots Oyaricoulets qui guettaient au passage Boni et Roucouyennes » dit-il. Et il ajoute : « Depuis qu’ils ont fait fuir les Trios, les Oyaricoulets occupent tout le versant occidental inférieur et moyen de l’Itany : Ulemali, Luwe depuis Lawa mofu tabiki, jusqu’à Gaan Sula »
Aujourd’hui, il est difficile d’attester de leur existence étant donné la disparition de la tribu et le fait que les récits qui la mentionne sont oraux et tiennent beaucoup du mythe.

## Créatures légendaires
On retrouve dans le folklore guyanais plusieurs créatures et personnages légendaires dont :
- Maskilili
- Manman Dilo/ Mama Wata
- Manman Danbwa
- Baclou
- Mèt-Bwa
- Chouval Trwa Pat
- Loup-garou [réf. nécessaire]
- Dame Blanche[réf. nécessaire]